# Wereldkampioenschappen multisport
De wereldkampioenschappen multisport zijn door World Triathlon georganiseerde kampioenschappen in het duatlon, crosstriatlon, aquatlon, aquabike en triatlon.

## Geschiedenis
De eerste editie werd georganiseerd in het Canadese Penticton in augustus 2017.

## Evenementen
- WK duatlon korte afstand
- WK duatlon standaard afstand
- WK crosstriatlon
- WK triatlon lange afstand
- WK aquatlon
- WK aquabike

## Edities
| Editie | Jaar | Locatie                |
| ------ | ---- | ---------------------- |
| 1      | 2017 | Penticton (Canada)     |
| 2      | 2018 | Fyn (Denemarken)       |
| 3      | 2019 | Pontevedra (Spanje)    |
| 4      | 2021 | Almere (Nederland)     |
| 5      | 2022 | Townsville (Australië) |
| 6      | 2023 | Ibiza (Spanje)         |